# Аин Малаха
Аин Малаха, такође познат и као Еинан, је било нафутијенско насеље из периода око 10.000 – 8.000 година пре нове ере. Насеље је пример седалачког друштва ловаца-сакупљача, најважнијег корака у преласку са лова на пољопривреду.
На локалитету су пронађени најстарији археолошки докази припитомљавања паса.

## Насеље
Локалитет се налази у северном делу Израела, 25 километара северно од Галилејског језера. Током натуфијенског периода, окружење насеља је било прекривеном шумама храста, бадема и пистаћа.
Најстарије доказе насеља у Малахи или Аин Малахи налазимо у мезолиту, око 10.000 година пре нове ере. Остатке првих сталних насеља пре-пољопривредног периода Палестине, Кетлин Кенјон назива натуфијен. Ово натуфијенско насеље је колонизовано у три фазе. Прве две фазе су имале масивне камене зграде, а у трећој су биле присутне мање зграде. Ове фазе су се десиле од 12.000 до 9.600 година пре нове ере. Куће су биле укопане у земљу. Дрвени стубови су држали кров, који су вероватно пресвлачили животињском кожом и грањем. У кућама су се налазила и огњишта. Кенјон каже за насеље да се састојало од 50 округлих, полуукопаних, једнособних кућа поплочаних равним плочама и окружених каменим зидовима од 1,2 метра. Подови и зидови кућа су декорисани мотивима белих и црвених боја популарних на Блиском истоку у то време.

## Исхрана
Становници Аин Малаха су били седетарни ловци-сакупљачи и верује се да су живели у насељу током целе године, прикупљајући храну из околне природе и ловећи дивљач. Користили су ручне тучке за мељење дивљих ораха и житарица и камене српове за сечење дивљих биљака. Познато је да су јели месо газеле, јелена, дивљих свиња, срндаћа, зеца, корњача, разних гмизаваца и рибе.
Становници насеља су се снабдевали рибом из оближњег Хула језера, као и ловом и сакупљањем. Нема доказа да су животиње биле припитомљење или биљке узгајене у насељу, са изузетком паса.

## Сахрањивање
Врло је вероватно да су читаве породице сахрањене у својим кућама. Током ископавања, Перот је пронашао једну кућу која садржи гробове 11 мушкараца, жена и деце. У другој кући је пронађено 12 људи, од којих је једна особа сахрањена са руком наслоњеном на штене пса. Овај гроб са псом је најстарији доказ припитомљавања пса.

## Ископавања
Аин Малаха је откривена 1954. године и ископавања су вршена под руковођством Џ. Перота, М. Лечвалиера и Франсоа Вала.